# رثاء أوروك

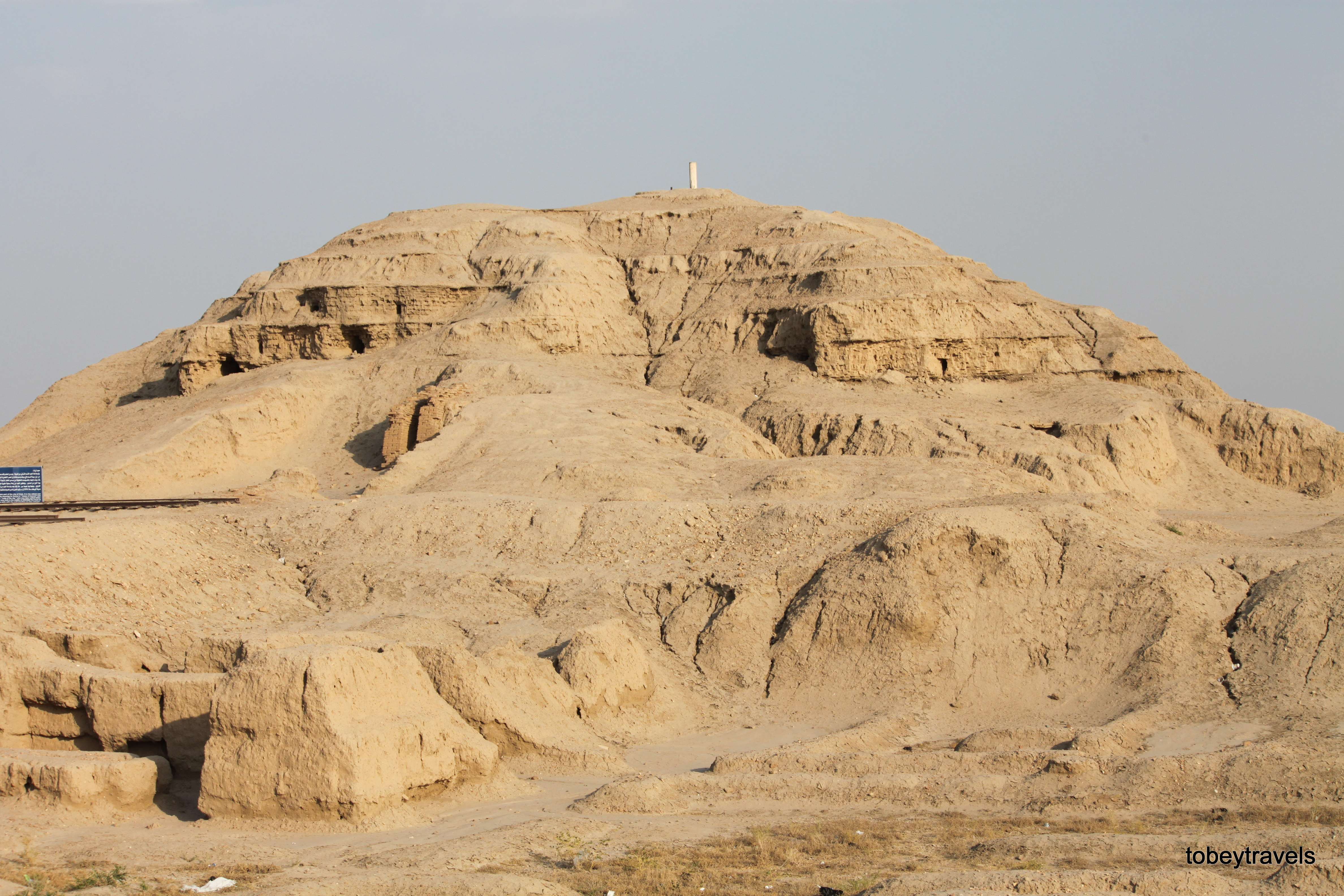
بقايا زقورة في أوروك

رثاء أوروك، المعروف أيضًا باسم رثاء أوروك أو رثاء أونوج، هو رثاء سومري. يعود تاريخه إلى فترة إيسين ولارسا.

## تاريخ
رثاء أوروك هو واحد من خمسة "مدينة تراث" معروفة في بلاد ما بين النهرين — تنشد للمدن المدمرة بصوت الإلهة الوصية بالمدينة، تلاها رثاء يطلق عليه جالا. كان مستوحى من رثاء أور.
كتبت لأول مرة في ق. 1940 BCE قبل الميلاد، أعيد نسخ الرثاء خلال الفترة الهلنستية، عندما اجتيحت بلاد بابل مرة أخرى من قبل الأجانب.

خريطة بلاد ما بين النهرين في وقت قريب من كتابة الرثاء لأوروك

## نص
يتكون الرثاء من 260 سطرًا، ويتألف من 12 كيروغو (أقسام، وأغاني) و 11 جيسيغال (أنتيفونات).
مرقمة بواسطة kirugu، نظم الرثاء على النحو التالي:
1. عاصفة إنليل (عاصفة في أوروك)
2. عاصفة إنليل (عاصفة في أوروك)
3. عاصفة إنليل (عاصفة في سومر )
4. إلهة تبكي الشاعر يخاطب سومر
5. إلهة تبكي الشاعر يخاطب أوروك
6. إلهة تبكي الشاعر يخاطب اوروك (؟ )
7. ضائع
8. ضائع
9. ضائع
10. ضائع
11. دعاء؛ الشاعر يخاطب الآلهة
12. دعاء؛ الشاعر يخاطب إنانا [9] وهي تتألف من اللهجة السومرية القياسية.[10]

## روابط خارجية
- النص الكامل باللغة السومرية
- نص كامل (حرفي) في ETCSL (مجموعة النصوص الإلكترونية للأدب السومري)
- الترجمة في ETCSL
- الترجمة إلى الإنجليزية